# Geyerleier

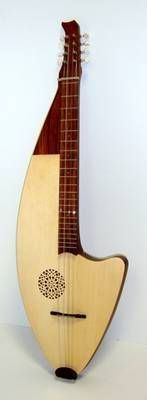
Eine Geyerleier

Die Geyerleier (auch Geierleier) ist ein neuartiges Musikinstrument, das zur Familie der zusammengesetzten Chordophone, genauer der Kastenhalslauten, zählt. Hinsichtlich der Spielweise handelt es sich bei dem von Stuart M. Bilcock entworfenen Instrument um ein Zupfinstrument. Die Geyerleier hebt sich vor allem aufgrund ihrer charakteristischen Bauform von vergleichbaren Instrumenten wie der Cister ab.

## Geschichte
Die Geyerleier war eine der ersten Eigenentwicklungen des Instrumentenbauers und -Erfinders Stuart Malcolm Bilcock. Der außergewöhnliche Name entstand in der Entwicklungsphase des Instruments um das Jahr 1999 und geht zum einen auf die einem Geier ähnliche Kopfform des Ur-Instruments zurück, zum anderen auf den Namen des Entstehungsortes Hof Geyerslay.

## Aufbau

### Urform
Die Geyerleier besteht in ihrer Urform aus einem als Resonanzkörper dienenden Korpus, der mit einem Hals verbunden ist. Die Resonanzdecke besteht aus Fichten- oder Birkenholz, die restlichen Bestandteile (Boden, Zargen) aus Palisander- oder Birkenholz. Der Hals der Geyerleyer ist mit einem chromatischen Griffbrett versehen, über welches acht Saiten als Chöre gespannt sind, ist aber im Unterschied zur Cister zum Teil direkt an den Korpus parallel angrenzend verbunden. Der Kopf des Instruments ähnelte der Form nach dem eines Geiers – die heutigen Versionen haben mit dieser Form jedoch nichts mehr gemeinsam.

### Spezielle Formen
Die Geyerleier hat seit ihrer Entstehung mehrere Entwicklungen und somit Abweichungen von der Urform erlebt. Spezielle Formen besitzen:
Geyerleier „Subway To Sally“
Die nach der Band „Subway To Sally“ benannte Geyerleier wird mit Massivholzdecke gebaut und zeichnet sich durch einen größeren und somit lauteren Klangkörper sowie einen zusätzlichen Piezo-Tonabnehmer und einen 4-Band-Equalizer aus. 
Geyerleier „Lindsay“
Die ebenfalls elektro-akustische Geyerleier „Lindsay“ verfügt über eine geneigte Kopfplatte, ist mit seitlichen Mechaniken versehen und verfügt über einen kleineren, verkürzten Korpus.
Geyerleier „Renaissance“
Die mit einer massiven Fichten- und Palisanderholzdecke versehene Geyerleier „Renaissance“ erinnert am stärksten an ein Zitherartiges Instrument. Es hebt sich von den anderen Typen unter anderem durch die charakteristische Schallloch-Rosette ab. Es wird ausschließlich „unplugged“ – also ohne elektrische Verstärkung – gespielt (kann aber mit Shadow-Tonabnehmer nachgerüstet werden). Die Geyerleier „Renaissance“ wurde in Kooperation mit den Hamburger Instrumentenbauern- und Händlern folkfriends entwickelt und produziert.
Geyerleier-Gitarre „Divan“
Das „Divan“ genannte Geierleier-Modell, das ebenfalls über einen Tonabnehmer verfügt, erinnert als einzige spezielle Form der Geyerleier an eine (E-)Gitarre und kann somit auch als Geyerleier-Gitarre bezeichnete werden. Der Korpus ist bei diesem Modell nicht mehr parallel angrenzend mit dem Hals verbunden – dieses charakteristische Merkmal der Geyerleyer ist bei der „Divan“ nur noch ansatzweise vorhanden.

## Klassifikation
Hinsichtlich der instrumentenkundlichen Klassifikation der Geyerleier nach der Hornbostel-Sachs-Systematik handelt es sich bei der Geierleier trotz des Namens nicht um eine Leier und trotz der optischen bzw. baulichen Ähnlichkeit zu den Kastenzithern (etwa Scheitholt oder Dulcimer) eher um eine Kastenhalslaute. Der mit dem Hals bzw. Griffbrett organisch verbundene, kastenförmige Resonanzkörper schließt den wie bei einer Laute (von unten) greifbaren Hals nicht vollständig mit ein. Der Hals ist im Unterschied zu Zithern der einzige Saitenträger des Instruments.

## Stimmung und Klang
Die Geyerleier, die über vier chörig gespannte Saiten verfügt (drei Basssaiten mit nach oben oktavierter Saite, eine Saite mit unisono-Chörigkeit), kann auf verschiedene Art und Weise gestimmt werden. Die gängigste Stimmung der Saiten ist eine dDaAddaa- oder EHeh-Stimmung. Mandolinen- und Bouzouki-Spieler hingegen tendieren dazu, die Geyerleier auf GDAE zu stimmen.
Der Klang der vor allem im mittleren und oberen Bereich sehr obertonreichen Geyerleier ist vergleichbar mit dem der Bouzouki oder der Oud (arabische Laute). Durch die Chörigkeit der Saiten zeichnet sich die Geyerleier zudem durch einen schwebenden, vollen Klang aus.

## Spielweise
Bezüglich der auf der Geyerleier möglichen Spieltechniken fällt eine starke Ähnlichkeit zu vergleichbaren Kastenhalslauten wie der Cister oder der Gitarre auf: Eine Hand ist für das Zupfen oder Anschlagen der Saiten (mit oder ohne Plektrum) verantwortlich. Auch die bei der Gitarre gängigen Techniken, etwa die des Abdämpfens (bzw. Palm Mute) oder des Tremolo-Spiels, können von der Anschlagshand ausgeführt werden. Die Greifhand hingegen bedient das chromatische Griffbrett des Instruments. Sämtliche Spielweisen sind hier denkbar, die auch bei vergleichbaren Kastenhalslauten möglichen (z. B. Vibrato, Bending, Glissando, Hammering, Pull-Offs). Bezüglich der Haltung des Instruments gilt es zu bemerken, dass die Geyerleier nicht nur wie bei Kastenhalslauten parallel zur Körperachse im Sitzen (auf einen Oberschenkel gestützt), oder im Stehen (um den Rücken gehängt), sondern auch senkrecht zur Körperachse (auf einem Tisch liegend, mit einer Zither vergleichbar) gespielt werden kann.

## Vergleichbare Instrumente
Als vergleichbare Instrumente können gelten:
- Dulcimer, Scheitholt, Cister, Mandoline, Bouzouki
- (Konzert-)Zither, Gitarre, Leier, Lyra, Laute, Oud